# (3361) Orpheus
(3361) Orpheus – planetoida z grupy Apollo okrążająca Słońce w ciągu roku i 131 dni w średniej odległości 1,21 j.a. Została odkryta 24 kwietnia 1982 roku w Cerro El Roble Astronomical Station w Santiago przez chilijskiego astronoma Carlosa Torresa. Nazwa planetoidy pochodzi od Orfeusza, uważanego za największego śpiewaka, muzyka i poetę w mitologii greckiej. Przed nadaniem nazwy planetoida nosiła oznaczenie tymczasowe (3361) 1982 HR.